# سولار إمبلس (طائرة)

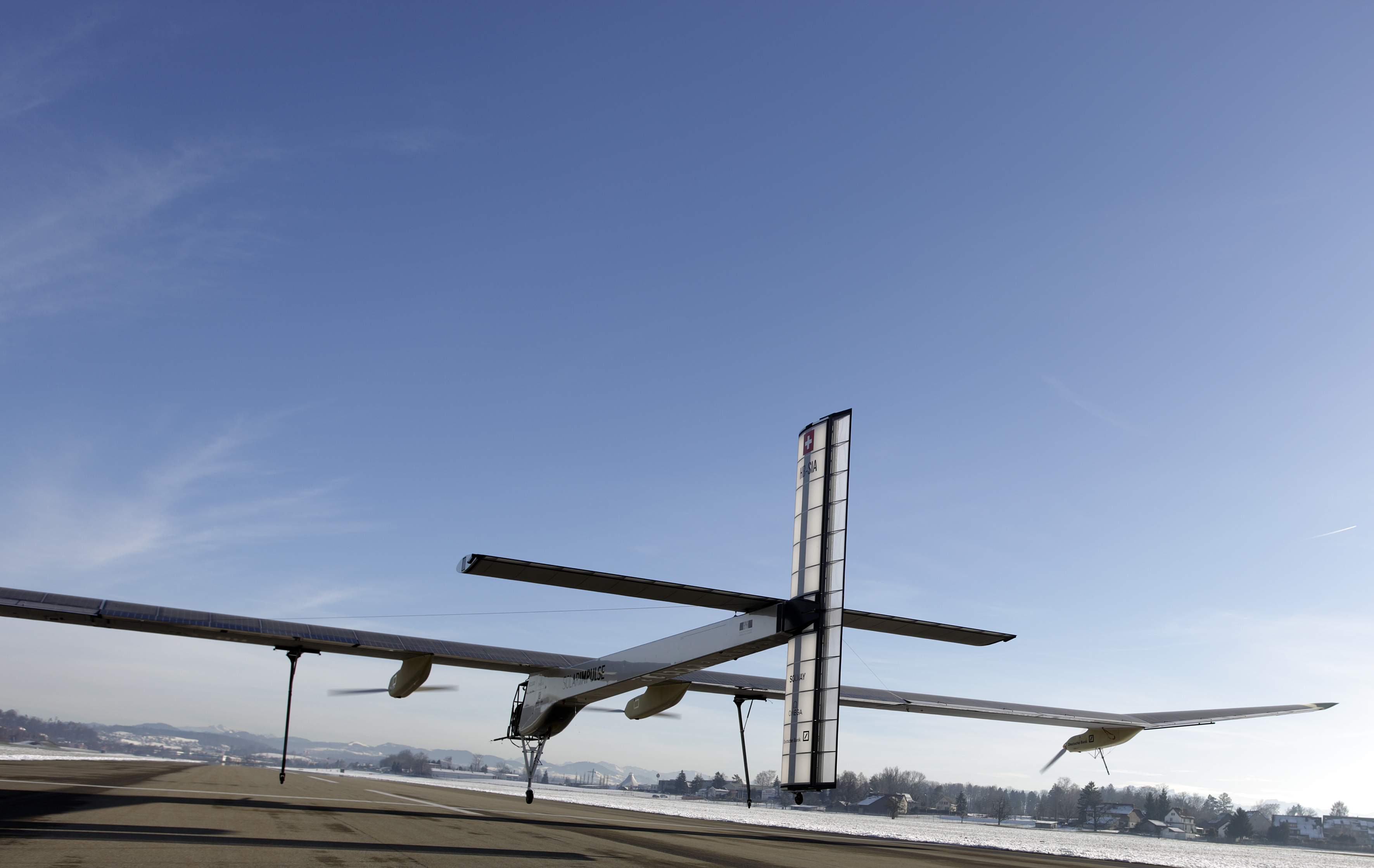
الطائرة الشمسية التجريبية Solar Impulse HB-SIA أثناء اختبارها الأول

الطائرة سولار إمبلس (بالإنجليزية: Solar Impulse)‏ هي طائرة خفيفة تجريبية من صنع «برتراند بيكارد» و«أندريه بورشبرج» السويسريين، وهي تعمل بالطاقة الشمسية. قامت الطائرة برحلتها يوم 5 يونيو 2012 لمدة 19 ساعة متواصلة عبر مسافة 830 كيلومتر من مدريد، إسبانيا إلى الرباط بالمغرب، وتعتبر تلك الرحلة أول رحلة عابرة لقارتين تقوم بها طائرة تسيرها الطاقة الشمسية. كما يبغي المخترعان القيام بدورة كاملة حول الكرة الأرضية خلال عام 2014.
وكان الغرض من تلك الرحلة تجهيز وسائل الاتصالات لتقنية جديدة، ومحاولة التوصل إلى نظام جديد للطيران يكون محافظًا على البيئة واقتصاديًا في نفس الوقت. ولم يكن إحراز رقم قياسي في الطيران بهذا النوع هو الحافز، وإنما يختص الحافز بالتوصل إلى تقنية محرك طائرة صديقة للبيئة، من دون استهلاك للوقود.
وتتصف الطائرة التجريبية من نوع HB-SIA بعرض جناحيها حيث يبلغ الجناح الواحد 64 متر ويبلغ وزنه 6و1 طن. وتبلغ مساحة الجهة العلوية من الطائرة نحو 200 متر مربع، مرصعة بنحو 12.000 خلية شمسية. وقد بدأ المخترعان بتصميم وبناء الطائرة الثانية من نوع HB-SIB الجديدة عام 2011، والتي يبغيان القيام بها بدورة كاملة حول الأرض.

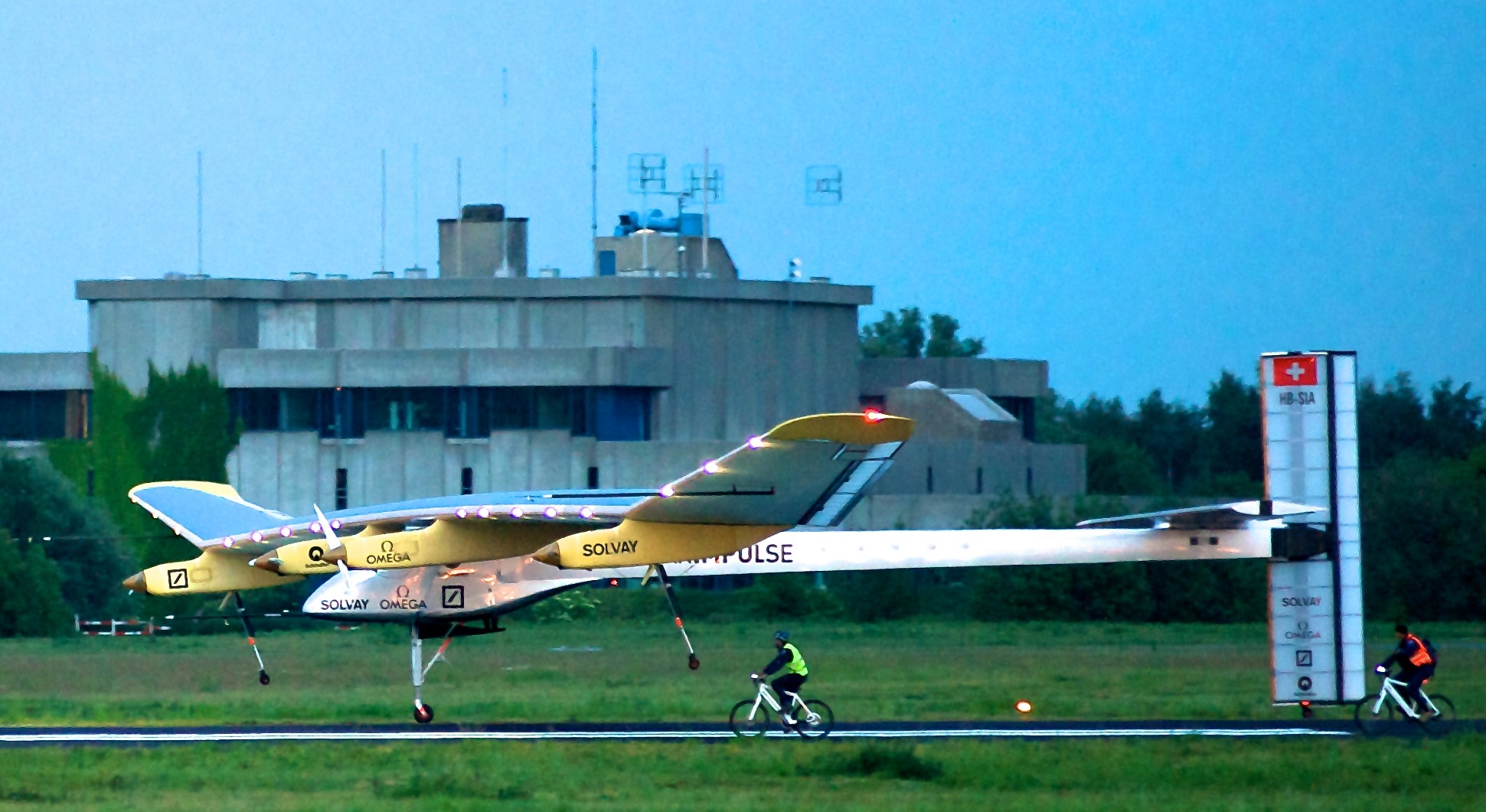
سولار إمبلس 1 تهبط في مطار بروكسل بعد أول طيران دولي لها في 13 مايو 2011.

خلال رحلة 2012 في شهر مايو إلى المغرب وصل ارتفاع الطائرة فوق جبل طارق إلى نحو 8500 متر، وهذا يضطر الطيار للبس قناع لاستنشاق الاكسجين من أنبوبة أعدت لذلك، حيث أن ضغط الهواء يقل بالارتفاع عن سطح الأرض. تقوم الخلايا الضوئية المرصعة على سطح الطائرة بتوليد كهرباء لتشغيل 4 محركات كهربائية تعمل بها الطائرة.
في شهر مارس عام 2015 أقلعت الطائرة من نوع HB-SIB 2 للقيام بدورة حول الأرض على مراحل. من ابوظبي. ووصلت الطائرة يقودها برتراند بيكارد إلى هاواي في يوليو 2015 بعد عدة مراحل، من ضمنها فترة راحة في الصين بسبب سوء الأحوال الجوية. وبعد فترة لإصلاح بطارياتها في هاواي وصلت إلى أريزونا في الولايات المتحدة في 3 مايو 2016. حطت الطائرة في مصر لفترة من الوقت قبل أن تكمل رحلتها وتعود إلى نقطة انطلاقها في أبو ظبي يوم 26 يوليو 2016، بعد أكثر من 16 شهرًا من انطلاقها.

## رحلة العودة

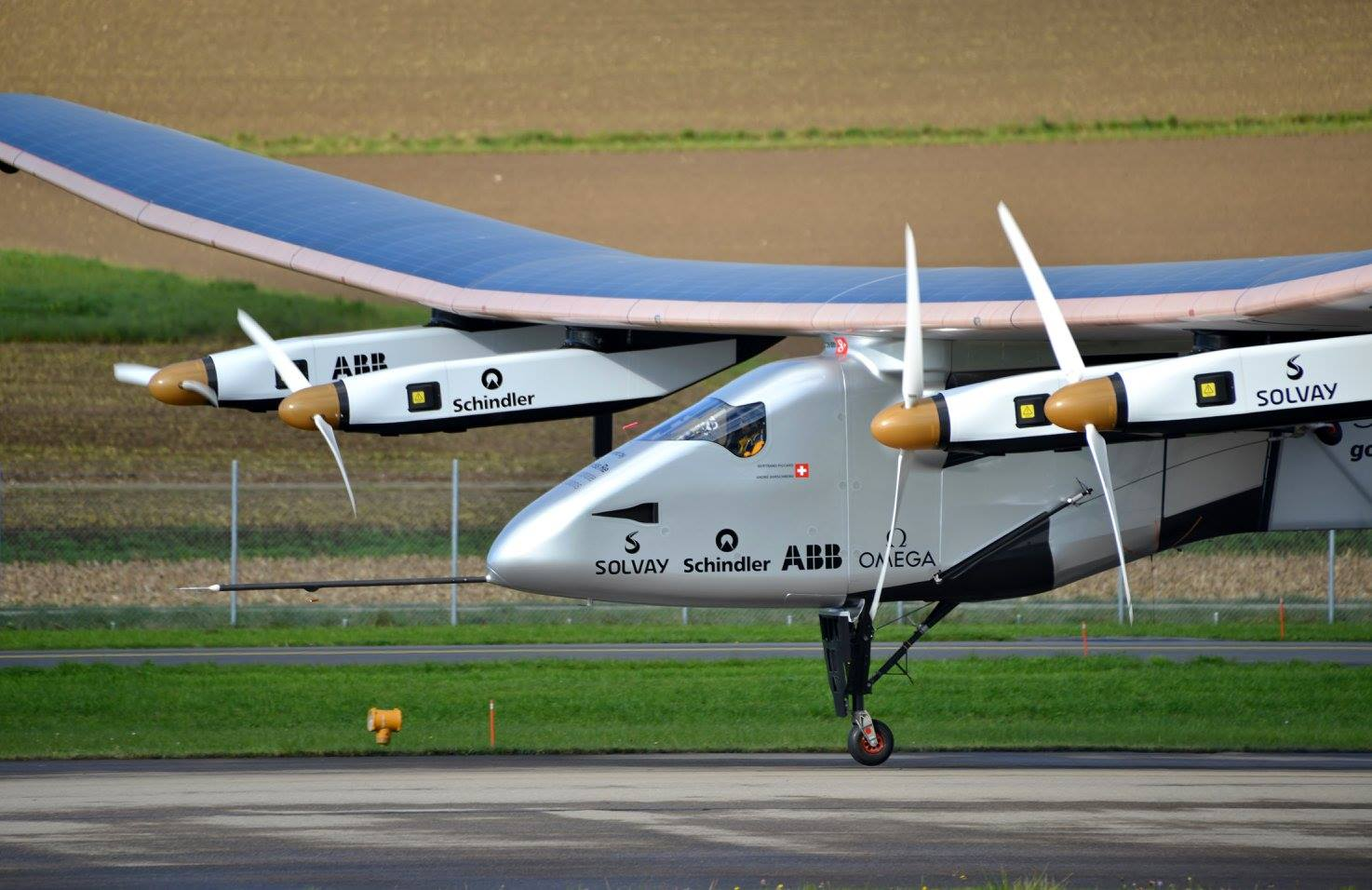

في أوائل شهر يولي 2012 قام «برتراند بيكارد» برحلة العودة للطائرة من الرباط إلى مدريد في إسبانيا. استغرقت الرحلة 17 ساعة وأثبتت الطائرة الشمسية بأنها تستطيع الطيران ليلا أيضا، حيث تقوم بتخزين جزء من الطاقة خلال سطوع الشمس. ولا تحتاج الطائرة إلى وقود أضافي ولا تنبعث منها غازات عادم ضارة ة. يوجد على الطائرة أربعة محركات كهربائية ينتج كل منها قدرة 10 حصان، وتزودها 12.000 خلية شمسية بالتيار الكهربائي اللازم. يبلغ عرض جناحي الطائرة 62 متر (تقريبا عرض جناحي الطائرة أيرباص 340) ومساحتهما نحو 200 متر مربع، ومرصع عليها 12.000 خلية شمسية.
اختصت رحلتي الذهاب إلى الرباط والعودة بالاستعداد لإجراء دورة حول العالم بالطائرة الشمسية خلال عام 2014.

## خطة العمل

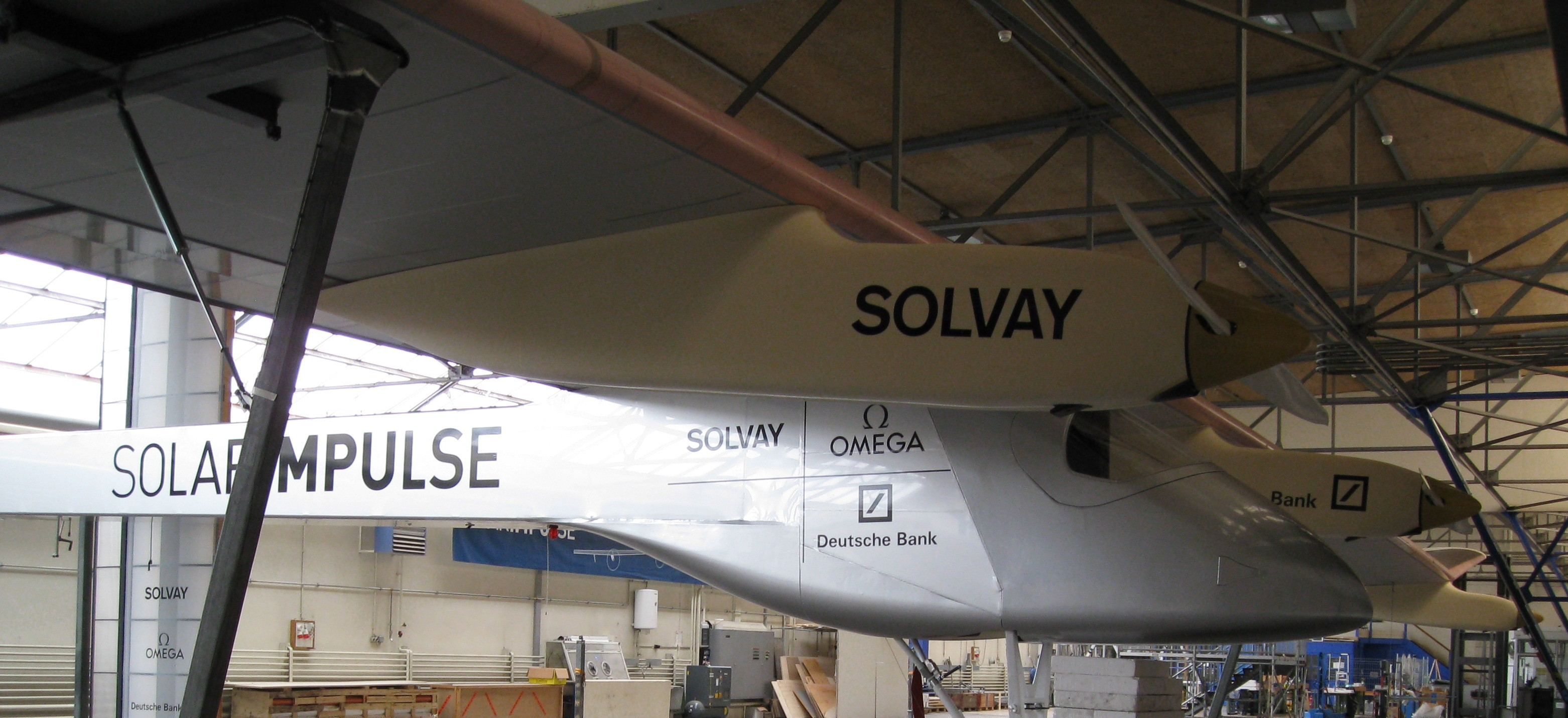
HB-SIA المقصورة والمحرك.

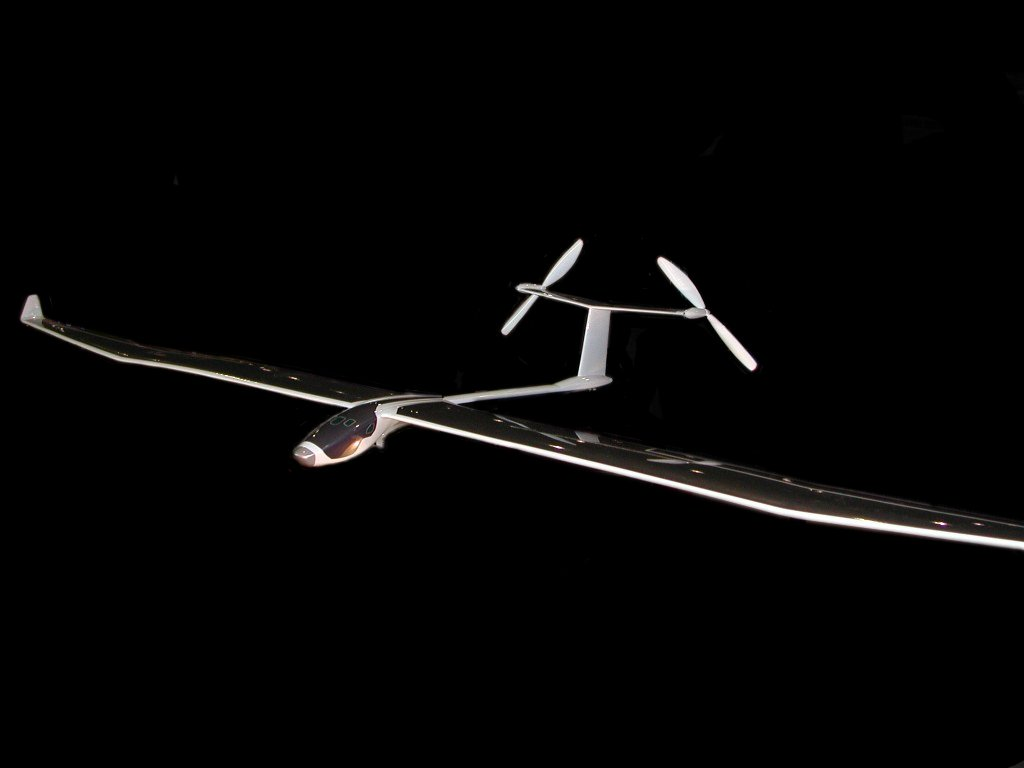
Konzept aus dem Jahr 2004

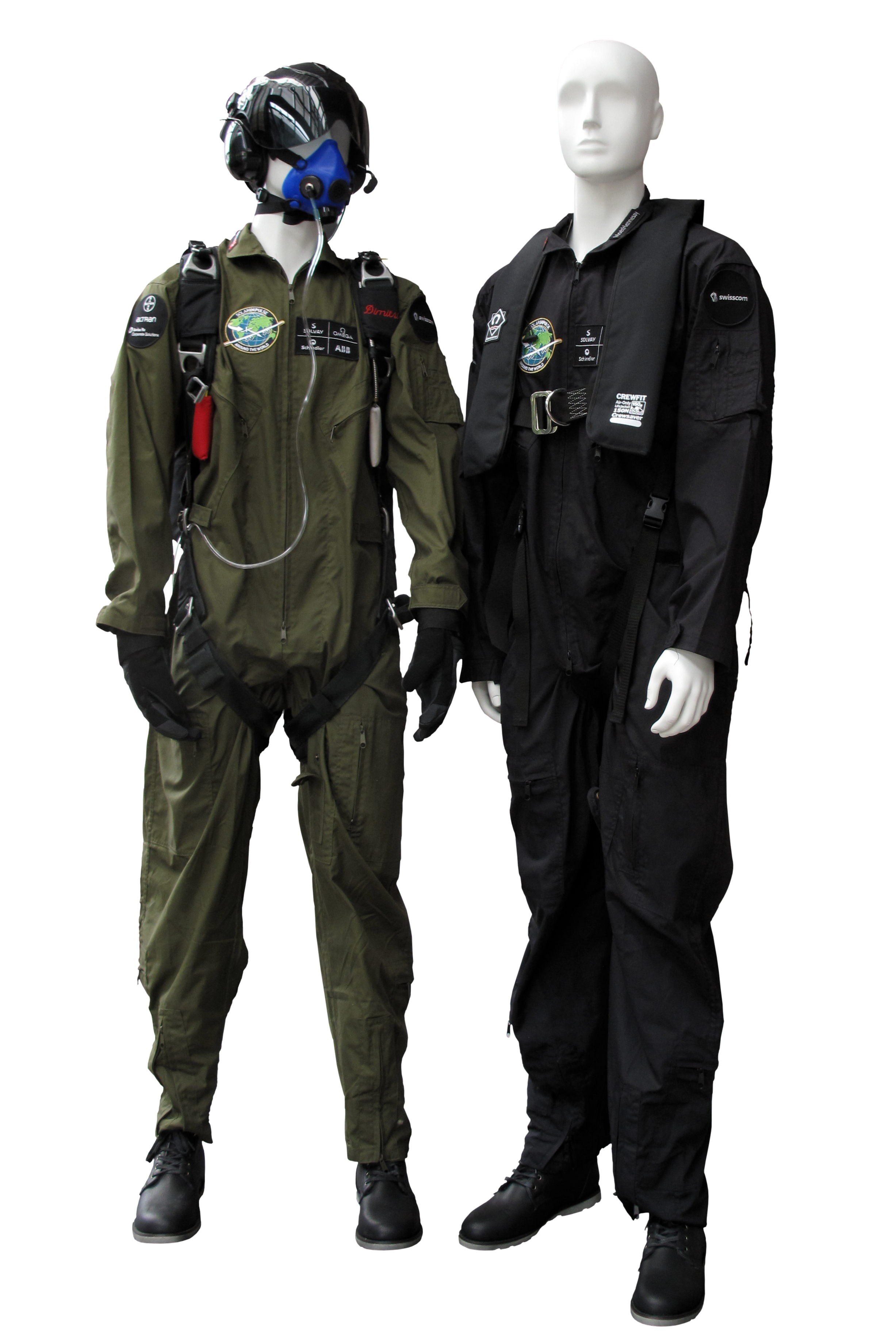
حلة الطيرانالتي يرتديها طيار سولار إمبلس

28. نوفمبر 2003
بدأ عمل دراسة جدوى في كلية بوليكلينيك جامعة لوزان.
2004–2005
تكوير التصميم وتأسيس شركة سولار إمبلس واكتساب شركاء للتمويل.

مطلع عام 2006
تجارب محاكاة للطيران البعيد

2007–2009
تصميم وبناء الطائرة الاختبارية HB-SIA
خريف 2009
أول محاولة طيران لمدة قصيرة
صيف 2010
أول طيران ليلي بها فوق سويسرا
2011
بدء تصميم وبناء الطائرة الثانية HB-SIB ، سوف تجرب عام 2013.
2011
أول طيران بالطائرة HB-SIA عبر أوروبا من بايرن بسويسرا إلى بروكسل وباريس ثم العودة (على ثلاثة مراحل).
2012
HB-SIA تعبر بين أوروبا وإفريقيا وتذهب إلى المغرب
2013
عدة رحلات بالطائرة الجديدة HB-SIB
بين أبريل ويوليو 2014
محاولة الدوران حول الأرض على خمسة مراحل (أنظر طائرة شمسية).

### الجولة الثانية
مصدر:
| المحطة | تاريخ                 | الاقلاع                                               | الوجهة                                                | مسافة الطيران الفعلية | زمن الرحلة | متوسط. سرعة           | الطيار          |
| ------ | --------------------- | ----------------------------------------------------- | ----------------------------------------------------- | --------------------- | ---------- | --------------------- | --------------- |
| 1      | 9 مارس 2015 03:12 UTC | أبوظبي، الإمارات العربية المتحدة                      | مسقط (محافظة)                                         | 733 كم                | 13 ساعة    | 56.3 كم/س (30.4 عقدة) | أندريه بورشبيرج |
| 2      | 10 مارس 2015          | مسقط (محافظة)، سلطنة عمان                             | أحمد آباد، الهند                                      |                       |            |                       | برتراند بيكارد  |
| 3      |                       | أحمد آباد، الهند                                      | فاراناسي، الهند                                       |                       |            |                       |                 |
| 4      |                       | فاراناسي، الهند                                       | ماندالاي، بورما                                       |                       |            |                       |                 |
| 5      |                       | ماندالاي، بورما                                       | تشونغتشينغ، الصين                                     |                       |            |                       |                 |
| 6      |                       | تشونغتشينغ، الصين                                     | نانجينغ، الصين                                        |                       |            |                       |                 |
| 7      |                       | نانجينغ، الصين                                        | هاواي، الولايات المتحدة                               |                       |            |                       |                 |
| 8      |                       | هاواي، الولايات المتحدة                               | فينيكس، أريزونا، الولايات المتحدة                     |                       |            |                       |                 |
| 9      |                       | فينيكس، أريزونا، الولايات المتحدة                     | يحدد لاحقا                                            |                       |            |                       |                 |
| 10     |                       | يحدد لاحقا                                            | نيويورك (ولاية)، الولايات المتحدة                     |                       |            |                       |                 |
| 11     |                       | نيويورك (ولاية)، الولايات المتحدة                     | [[تصنيف:صفحات تستخدم رمز علم غير موجود\|]] يحدد لاحقا |                       |            |                       |                 |
| 12     |                       | [[تصنيف:صفحات تستخدم رمز علم غير موجود\|]] يحدد لاحقا | أبوظبي، الإمارات العربية المتحدة                      |                       |            |                       |                 |

## رحلة حول العالم 2016/2015
صنعت في عام 2014 الطائرة الثانية سولار إمبلس 2 وعليها عدد أكبر من الخلايا الشمسية وذات محركات أقوة من طائرة سولار إمبلس 1، مع بعض التعديلات الأخرى. وفي مارس 2015 أقلع بها بيكارد و«بورشبيرغ» من أبوظبي بالإمارات العربية المتحدة. وكان من المخطط أن تعود الطائرة في أغسطس 2015 إلى أبي ظبي بعد رحلة متعددة المراحل. وفي شهر يونيو 2015 عبرت الطائرة القارة الأسيوية
 وفي يوليو 2015 أتمت أطول مسافة تقطعها فوق المحيط الهادي من اليابان إلى هاواي. خلال تلك المرحلة الطويلة أصاب البطاريات عطل بسبب ارتفاع في درجة حرارتها واضطرت الطائرة البقاء في هاواي عدة أشهر لإصلاح البطاريات. ثم واصلت سولار إمبلس 2 رحلتها حول العالم في 21 أبريل 2016
 ووصلت كاليفورنيا في أبريل 2016 . وفي 2 مايو 2016 واصلت الطائرة رحلتها ووصلت فونيكس بأريزونا
.
سوف تقلع من أريزونا لتصل إلى شرق الولايات المتحدة، وبعدها تعبر المحيط الأطلسي، ثم تواصل دورتها حول الأرض حتى تنهي في أبوظبي.

## أقرأ أيضا
- ارتفاع عن مستوى البحر
- طيران

## وصلات خارجية
- موقع سولار إمبلس الرسمي